# تمرکنی
تمرکنی (به مجاری:  Tömörkény) یک سکونتگاه مسکونی در مجارستان است که در چونگراد-چاناد واقع شده‌است.